# Чела Дати
Чела Дати (итал. Cella Dati) је насеље у Италији у округу Кремона, региону Ломбардија.
Према процени из 2011. у насељу је живело 203 становника. Насеље се налази на надморској висини од 34 м.

## Становништво
Према резултатима пописа становништва 2011. у општини је живело 553 становника.
| 1936. | 1951. | 1961. | 1971. | 1981. | 1991. | 2001. | 2011. |
| ----- | ----- | ----- | ----- | ----- | ----- | ----- | ----- |
| 2.018 | 1.963 | 1.396 | 938   | 751   | 650   | 584   | 553   |